# Coëtlogon (Côtes-d’Armor)
Coëtlogon korábbi község Franciaországban, Côtes-d’Armor megyében. Lakosainak száma 225 fő (2022. január 1.). Coëtlogon Ménéac, La Trinité-Porhoët, Gomené, Plémet és Plumieux községekkel határos.
2025. január 1-jén két másik korábbi községgel egyesült és az így létrejött Plumieux új község része lett.

## Népesség
A település népességének változása:
| Lakosok száma | 430  | 315  | 261  | 236  | 238  | 230  | 213  | 211  | 209  | 225  |
|               | 1968 | 1982 | 1990 | 2006 | 2013 | 2015 | 2017 | 2019 | 2020 | 2022 |